# Montbarla
Montbarla é uma comuna francesa na região administrativa de Occitânia, no departamento de Tarn-et-Garonne. Estende-se por uma área de 7,38 km². Em 2010 a comuna tinha 183 habitantes (densidade: 24,8 hab./km²).